# Elio Toaff
Elio Toaff (ur. 30 kwietnia 1915 w Livorno, zm. 19 kwietnia 2015 w Rzymie) – włoski rabin, w latach 1951–2002 Naczelny Rabin Rzymu. Wcześniej w latach 1941–1943 rabin w Ankonie a następnie w latach 1946–1951 rabin Wenecji.
Podczas II wojny światowej walczył w szeregach włoskiego ruchu oporu.
13 kwietnia 1986 roku powitał i modlił się razem z papieżem Janem Pawłem II podczas jego wizyty w Wielkiej Synagodze w Rzymie.
W 2000 roku otrzymał tytuł doktora honoris causa Katolickiego Uniwersytetu Lubelskiego.
Synem Elio Toaffa jest Ariel Toaff.